# 암비오릭스

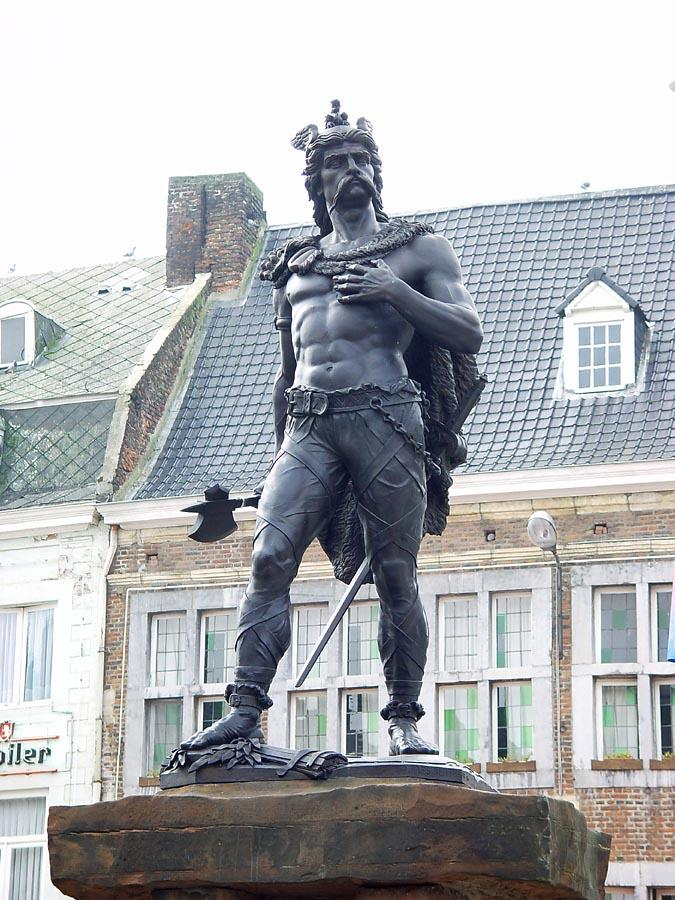
벨기에, 통게렌에 있는 암비오릭스의 동상

암비오릭스는 갈리아 북동쪽의 벨가이 부족인 에부로네스족의 족장으로 로마 공화정의 율리우스 카이사르에 항거하려 반기를 들었던 것으로 유명하다. 19세기에 이르러 암비오릭스는 벨기에의 국민적 영웅으로 재조명되었다

## 생애
기원전 57년 카이사르는 벨가이의 여러부족을 정복하고 로마의 영향 하에 두었고 암비오릭스는 카투볼쿠스(Catuvolcus)와 함께 에부로네스족을 공동으로 통치하고 있었다. 기원전 54년 그해의 밀의 수확이 예년보다 좋지 않았기 때문에 카이사르는 병력을 8군데로 나누어 분산시켜 겨울을 나게 했고 퀸투스 티투리우스 사비누스와 루키우스 아우룬쿨레이우스 코타는 에부로네스족의 영토에서 겨울 숙영지를 만들었다.
암비오릭스는 겨울 숙영지 작업을 하는 로마군을 공격했으나 곧 격퇴당했다. 암비오릭스는 로마군에 게르만족의 대군이 침입하고 있으니 다른 로마군의 숙영지와 합치라고 하고 그동안 자신들이 로마군을 호위하겠다고 간청했다. 로마군은 에부로네스족과 같은 약한 부족이 혼자서 로마군을 공격하지 않았을 것이라고 판단하고 게르만족의 침입에 대비해 숙영지를 철수해 이동하기로 했다. 이때 로마군의 공동 지휘관인 코타는 강력하게 숙영지 철수를 반대했으나 사비누스의 주장대로 퀸투스 툴리우스 키케로의 숙영지로 이동하기로 했다.
그러나 로마군이 이동하는 틈을 타서 암비오릭스는 골짜기에서 로마군을 급습했고 당황한 로마군은 적의 매복 공격에 속수무책으로 무너졌다. 혼란의 와중에 사비누스는 코타의 반대에도 불구하고 암비오릭스와 협상을 요청했고 암비오릭스는 이를 허락하면서 무장 해제를 요구했다. 암비오릭스는 무장을 해제한 로마군을 마구 살육했고 로마군은 거의 전멸했다. 이때 로마군은 15개 대대 약 9,000명의 병력을 잃었고 살아남은 자는 소수에 불과했다. 이는 카이사르가 갈리아 전쟁을 시작한 이래로 최대의 손실이었다.
암비오릭스는 곧장 아투아투키족과 네르비족에 가서 자신의 승리를 보이면서 로마에 반기를 들 것을 선동하여 성공했다. 갈리아군은 키케로의 숙영지를 급습하여 포위하였다. 키케로는 적의 회유에도 굴하지 않고 숙영지의 방위를 강화하면서 카이사르에게 전령을 보내고 농성하였다. 이 사건을 접한 카이사르는 즉각 휘하의 병력을 모두 규합하여 복수에 나섰다. 트레베리족의 위협을 받는 티투스 라비에누스의 군단을 제외한 병력을 모아 키케로를 구출하러 진격했다. 로마군은 6만의 네르비족을 물리치고 키케로를 구출하였다.
이듬해 암비오릭스는 라인강 너머의 게르만 부족과 트리베리족을 규합해 로마에 맞서기로 하였다. 카이사르는 라인강을 두 번째로 넘어 동쪽으로 진격하여 암비오릭스를 추격했다. 암비오릭스는 카이사르의 기병의 갑작스러운 공격을 용케 피하고 도망쳤다. 카이사르는 끝까지 추적했으나 결국 암비오릭스를 체포하지 못했다. 암비오릭스는 단 4명의 기병만을 거느리고 사라졌고 이후의 기록이 남아있지 않다.

## 벨기에 영웅으로
암비오릭스의 존재는 19세기까지 별로 부각되지 않았다. 그러나, 1830년 벨기에가 독립을 쟁취하자 벨기에 정부는 국가적인 사업으로 국민의 영웅을 만들려고 했고 결국 율리우스 카이사르의 《갈리아 전쟁기》에서 암비오릭스를 발견했다. 암비오릭스는 벨가이, 즉 벨기에의 영웅으로 재조명되어 서사시가 만들어졌다. 벨기에의 오래된 도시인 통게렌 은 암비오릭스가 살았다는 증거가 하나도 없지만 암비오릭스의 동상이 세워지고 그의 도시로 만들어졌다.